# Saint-Vincent-Sterlanges
Saint-Vincent-Sterlanges är en kommun i departementet Vendée i regionen Pays de la Loire i västra Frankrike. Kommunen ligger i kantonen Chantonnay som tillhör arrondissementet La Roche-sur-Yon. År 2022 hade Saint-Vincent-Sterlanges 753 invånare.

## Befolkningsutveckling
Antalet invånare i kommunen Saint-Vincent-Sterlanges
| Referens: INSEE |